# リサ・ブラウン
リサ・ブラウン（Lisa Brown、1971年1月17日 - ）は、トリニダード・トバゴ出身の女子プロボクサーである。カナダを拠点としている。

## 来歴
2000年5月5日、アメリカ合衆国・アリゾナ州でのレイアニ・サラザール戦でデビュー。
2003年10月30日、アダ・ベレスが持つWIBA世界バンタム王座に挑戦も引き分けで奪取ならず。
2004年12月10日、シャロン・アニオスが持つWBF女子世界フェザー級王座に挑戦も初黒星を喫した。
2005年9月23日、ジャッキー・チャベスとWIBA世界ライトフェザー級王座を争い、2人がフルマークを付ける圧勝で王座獲得。
2005年11月13日、ジャニーヌ・ガーサイドに敗れ王座陥落。
2006年6月23日、ガーサイドと再戦を行うがドロー。
2006年11月4日、ガーサイドが返上したタイトルをメリッサ・ヘルナンデスと争うも敗退。
2007年3月22日、チャベスが持つIFBA世界王座に挑戦し、奪取に成功。
IFBA王座2度防衛後、WIBA王座返り咲きを狙い、2009年3月7日、マリベル・サンタナと空位の王座を懸けて対戦。3RTKOで王座獲得。
10月15日、金孝玟とIFBAフェザー級王座を争うが、敗れる。
2010年3月27日、アナ・フラトンと空位のWBA女子世界スーパーバンタム級王座を争い、判定で王座獲得。
2011年4月2日、シャンテル・マルティネスに敗れWBA王座陥落。

## 戦績
29戦20勝（5KO）3分 6敗

## 獲得タイトル
- 第4代WIBA世界ライトフェザー級王座（防衛0）
- 第7代WIBA世界ライトフェザー級王座（防衛1=剥奪）
- IFBA世界スーパーバンタム級王座
- 第2代WBA女子世界スーパーバンタム級王座（防衛0）